# Chia (криптовалюта)
Chia — криптовалюта, использующая механизм консенсуса Proof of Space and Time (в переводе с англ. — «Доказательство пространства и времени»), разработанный Брэмом Коэном, создателем BitTorrent, и Райаном Сингером в 2017 году. Этот подход обеспечивает более экологичную и децентрализованную альтернативу традиционному для криптовалют доказательству выполнения работы.

## Механизм работы
Proof of Space (в переводе с англ. — «Доказательство пространства»): критерием становится свободное пространство на жёстких дисках. Пользователи выделяют определённый объём дискового пространства для хранения  «пло́тов» - больших объёмов криптографически связанных данных, которые в последующем используются как критерии  процессе фарминга (создания новых элементов блокчейна с получением вознаграждения). После создания «плотов» сеть Chia периодически генерирует вызовы и каждый фармер проверяет свои «плоты» на наличие подходящей комбинации для данного вызова. Вероятность успешного нахождения блока и получения вознаграждения пропорциональна объёму выделенного пространства: чем больше пространства выделено, тем выше шансы на успех.
Proof of Time (в переводе с англ. — «Доказательство времени»):  обеспечивается гарантированное прохождение определённого времени между блоками, что делает систему более безопасной и устойчивой к потенциальным атакам, таким как grinding (перебор вариантов для получения преимущества). 

## История
Chia Network была основана в 2017 году Брамом Коэном, создателем BitTorrent, и Райаном Сингером. Коэн заявил, что на создание Chia его вдохновила идея биткойна и рост криптовалют, а также вера в то, что цифровые валюты могут быть безопаснее, быстрее и обеспечивать большую финансовую независимость. При этом он выражал обеспокоенность рядом проблем, связанных с криптовалютами, в том числе значительными затратами энергии при майнинге биткойна. Он создал Chia Network, стремясь спроектировать и запустить блокчейн Chia, который бы использовал неиспользуемое пространство на жёстких дисках и потреблял бы меньше энергии, чем распространённый в блокчейнах протокол Proof of Work («доказательство выполнения работы»).
Блокчейн Chia работает на собственном языке программирования компании, Chialisp.
В 2018 году Коэн привлёк 3,4 миллиона долларов на посевном этапе финансирования. В апреле 2019 года Chia Network представила бета-версию своего блокчейна и нативный токен XCH для разработчиков. К концу 2020 года в сети насчитывалось 1700 узлов. После очередного раунда финансирования в начале 2021 года, в ходе которого Chia Network привлекла 61 миллион долларов, компанию оценили в 500 миллионов долларов. Среди инвесторов — Andreessen Horowitz, Наваль Равикант, Breyer Capital и другие.
К 2021 году пользователи Chia Network выделили примерно 40 миллиардов гигабайт памяти. Вместо типичного первичного размещения монет (ICO), которое широко используется при запуске многих криптовалют, Chia Network решила зарезервировать заранее добытые монеты (pre-farmed tokens) и привлечь венчурный капитал. В том же году компания заявила о намерении выйти на биржу классическим способом (IPO) или путём слияния со SPAC (Special Purpose Acquisition Company). Когда 3 мая 2021 года компания начала торги XCH, в её резерве находилось 21 миллион токенов. По данным Business Insider, рост компании и её токена XCH привёл к повышению цен на жёсткие диски (HDD) и твердотельные накопители (SSD). 14 апреля 2023 года компания объявила, что находится на завершающей стадии подготовки к первичному публичному размещению акций, подав предварительную заявку в Комиссию по ценным бумагам и биржам США (SEC).
В мае 2021 года Chia Network привлекла инвестиции в размере 61 миллиона долларов, благодаря чему оценка компании выросла примерно до 500 миллионов долларов. В том же месяце компания объявила о планах провести IPO до конца 2021 года. По состоянию на 2023 год, Chia подала предварительную заявку в SEC, продолжая двигаться к IPO.
В Китае массовые закупки жёстких дисков и SSD перед запуском Chia в мае 2021 года вызвали их дефицит и повышение цен. Дефицит наблюдался и во Вьетнаме. Производитель HDD Seagate заявил в мае 2021 года, что в компании фиксируют высокие объёмы заказов и работают над тем, чтобы «приспособиться к рыночному спросу». В том же месяце Джин Хоффман, тогда президент, а ныне генеральный директор Chia Network, признал, что «мы, по сути, разрушили краткосрочную цепочку поставок» жёстких дисков. В первые месяцы после запуска Chia возникли опасения, что процесс создания файлов для «плотов» (plotting) может существенно сократить срок службы накопителей.

### Токен Chia
Нативная цифровая валюта Chia Network — это токен Chia (XCH). Для работы блокчейна Chia и протокола консенсуса Proof of Space and Time пользователи выделяют на своих компьютерах неиспользуемое пространство памяти (в отличие от вычислительной мощности в протоколах Proof of Work, например, у биткойна). Этот процесс называется «фармингом» (farming) и вознаграждает пользователей токенами XCH.

### Партнёрства
В августе 2022 года Международная финансовая корпорация (IFC) объявила о партнёрстве и создании фонда совместно с Chia Network, Aspiration, Inc. и Cultivo для токенизации и отслеживания углеродных квот. Chia Network также обеспечивает технологическую инфраструктуру для Climate Action Data Trust — партнёрства между Международной ассоциацией торговли выбросами (IETA), Всемирным банком и правительством Сингапура, призванного повысить общую целостность углеродных рынков.